# 衛覬
衛 覬（えい き、建寧元年（168年） - 太和3年（229年））は、中国後漢末期から三国時代の政治家・学者・文化人。字は伯覦または伯儒。司隷河東郡安邑県（山西省夏県）の人。曽祖父は衛暠。子は衛瓘・衛寔。孫は衛恒。曾孫は衛玠。

## 生涯
若くして頭角を現し曹操に登用され、司空掾属・茂陵県令を経て、尚書郎となる。曹操は袁紹と対立すると、荊州の劉表が気がかりであったため、益州の劉璋に使者を送り牽制させようとし、その使者に衛覬を選んだ。治書侍御史に任命された衛覬は、長安まで来たところで益州への道が途絶していることを知り、そのまま関中に留まった。
関中の荒廃を目の当たりにし、荀彧に手紙を送り復興を提言し、曹操の了承を得て整備に尽力した。また民力の充実を第一に考えた衛覬は、軍事的安定の確立を優先する鍾繇のやり方が、関中の諸将の疑心を招く危険を警告した。後に潼関の戦いにおける曹操軍の戦死者が5桁にのぼったことから、曹操は衛覬の策を取らなかったことを深く悔い、いっそう尊重するようになったという。
中央に召還され尚書となった後、建安18年（213年）11月、王粲・杜襲・和洽と共に、藩国として建国された魏の侍中となる。朝廷の古い慣例に詳しいという才を買われ、王粲と共に魏国体制の基礎を築く作業を行った。
建安25年（220年）、曹操が没し曹丕が王位につくと、尚書を経て漢の侍郎となり、魏への禅譲の道を開く作業に尽力し、功績があった。曹丕（文帝）が帝位につくと再び尚書となり、陽吉亭侯に取り立てられた。
黄初7年（226年）に曹叡（明帝）が帝位についた後、閿郷侯となり、領邑300戸に昇進した。法律の博士を設置し法を末端まで行き届かせることや、曹叡の奢侈を諌める上奏を行った。
太和3年（229年）に没し、敬侯と諡された。子の衛瓘が爵位を継いだ。
『魏官儀』など著作を多く残し、西晋の時代には文筆家として著名を馳せた。書体にも精通していたため、後世の書道の世界にも高名を残している。『魏書』の編纂にも参画したという。